# 垣内康晴
垣内 康晴（かきうち やすはる、1963年7月9日 - ）は、日本の実業家。アルバイトタイムス代表取締役社長、ピーエイ代表取締役社長兼COO。

## 来歴
1963年静岡県浜松市生まれ。1982年3月静岡県立浜松南高等学校卒業。1986年3月駒澤大学文学部社会学科卒業。同年4月アルバイトタイムス入社。求人企画営業や子会社にて広告代理業などに従事した後、管理部門を統括。2004年、取締役。2007年2月、代表取締役社長（第3代目）に就任。
公益財団法人全国求人情報協会理事、一般社団法人静岡県人会理事を務める。
2020年、ピーエイ顧問。2021年3月、同社取締役。同年、代表取締役社長兼COOに就任。

## 略歴
- アルバイトタイムス
  - 1986年3月、アルバイトタイムス入社
  - 2000年3月、管理部部長
  - 2001年3月、経理部部長
  - 2003年12月、管理本部長
  - 2004年5月、取締役管理本部長
  - 2006年3月、取締役管理本部・人事本部管掌 兼 管理本部長
  - 2007年2月、代表取締役社長

- ピーエイ
  - 2020年、ピーエイ顧問、
  - 2021年、同社取締役
  - 2021年、同代表取締役社長兼COO